# 薩旺尼縣 (佛羅里達州)
薩旺尼縣（英語：Suwannee County）是美国佛羅里達州北部的一個縣，面積1,792平方公里。根據2020年美國人口普查，共有人口43,474人。縣治利夫奥克（Live Oak）。該縣成立於1858年12月21日，縣名來自同名的河（來源有二：一為西班牙语的訛用，另一為切羅基語一詞，意思是「回聲河」）。
本縣是一個禁酒的縣。